# Thaddée Dulny
Thaddée Dulny (en polonais : Tadeusz ; né le 8 août 1914 à Krzczonowice, mort le 7 août 1942 dans le camp de concentration de Dachau) est un séminariste polonais, reconnu comme martyr et vénéré comme bienheureux par l'Église catholique.

## Curriculum vitae
Né dans une famille de huit enfants, de Jan et Antonina Dulny née Gruszka, Tadeusz est baptisé dans l'église paroissiale de Ćmielów le 9 août 1914. Il étudie au lycée Chreptowicz à Ostrowiec Świętokrzyski, où il passe son diplôme d'études secondaires en 1935. La même année, il entre au séminaire théologique de Włocławek .
Après le déclenchement de la Seconde Guerre mondiale il est arrêté le 7 novembre 1939, avec d'autres étudiants et professeurs du séminaire. Le 16 janvier 1940, il est transféré de la prison de Włocławek à un nouveau lieu d'internement (le monastère de Ląd), où il reste jusqu'au 26 août 1940, date à laquelle il est envoyé au Camp de concentration de Sachsenhausen, puis au camp de Dachau, où il est transféré le 15 décembre 1940 et enregistré sous le numéro 22662.
Selon des témoins oculaires, ce jeune ancien élève, dans des conditions de traitements inhumains et de travail excessif, puise sa force dans la prière et aide toujours ses codétenus. Il meurt de faim le 7 août 1942.
Il est béatifié par le pape Jean-Paul II à Varsovie le 13 juin 1999 parmi les 108 martyrs polonais.